# 麴玄喜
麴玄喜（?—?），又名玄嘉，麴堅子，為高昌國的君主，屬麴氏高昌之列，他於548年至550年在位。年号有永平。